# 宋青
宋青（？—），女，汉族，中华人民共和国政治人物。现任苏州科技大学城市发展智库（高级研究院）副院长，民建苏州市委副主委。第十三、十四届全国政协委员。